# Krystyna Budecka

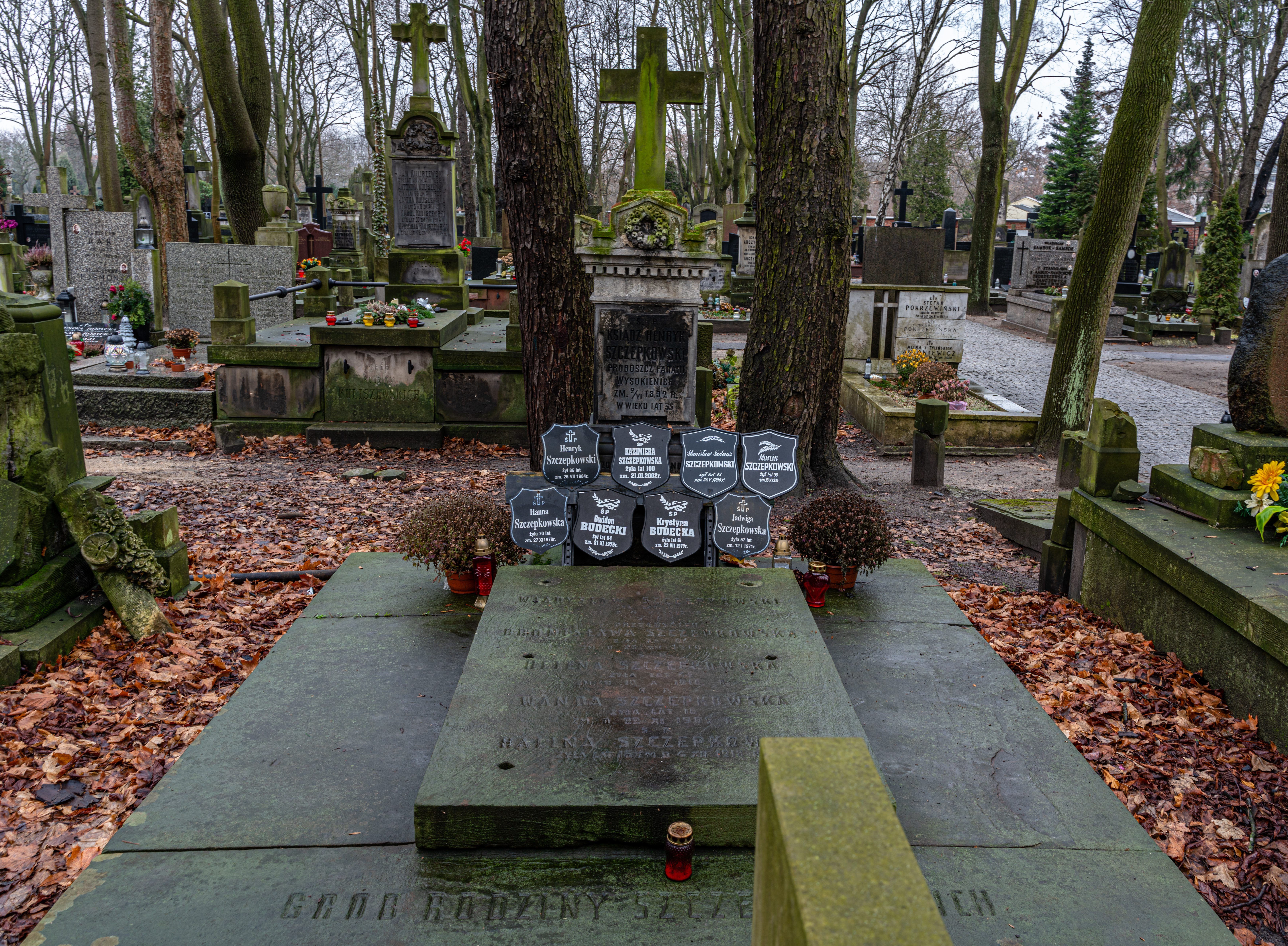
Grób Krystyna Budeckiej na cmentarzu Powązkowskim

Krystyna Janina Budecka, z domu Szczepkowska (ur. 27 czerwca 1916 w Sosnowcu, zm. 23 lipca 1977 w Warszawie) – polska aktorka teatralna, tancerka, artystka malarka. 

## Życiorys
Córka Izydora Szczepkowskiego i Marii z Latoszyńskich. W 1935 ukończyła gimnazjum w Lublinie i wyjechała do Warszawy, gdzie w latach 1935–1939 studiowała malarstwo na Akademii Sztuk Pięknych. Podczas II wojny światowej występowała w jawnych teatrach warszawskich, w 1942 w Teatrze Miniatury, a od 1943 do 1944 w Teatrze Jar. W 1944 poślubiła artystę plastyka Gwidona Roberta Budeckiego, ale na scenie najczęściej używała nazwiska panieńskiego. Po zakończeniu wojny występowała w łódzkim Teatrze Kameralnym Domu Żołnierza, a w sezonie 1945/1946 w Teatrze Miniatur Syrena. Równocześnie uczyła się w Szkole Tańca Artystycznego i Baletu Klasycznego pod kierunkiem Teresy Dobrowolskiej i Zygmunta Dąbrowskiego, ukończyła ją w czerwcu 1946. W 1947 razem z mężem zamieszkała w Warszawie, w sezonie 1947/1948 była solistką Baletu Wojska Polskiego, a następnie instruktorką tańca w Towarzystwie Przyjaciół Dzieci. W sezonie 1949/1950 występowała na scenie Teatru Syrena, kolejne dwa sezony tańczyła w Operze. Od 1952 przez dwa sezony grała w Teatrze Nowym, a kolejne dwa w Teatrze Estrada. Przez kilka miesięcy w 1957 była solistką baletu Operetki w Lublinie, a następnie wróciła do Warszawy i przez pięć lat grała w Teatrze Syrena. W 1962 zakończyła karierę aktorską, skupiła się na malarstwie ściennym, wystawiennictwie, architekturze wnętrz i projektowaniu odzieży. Została pochowana na cmentarzu Powązkowskim w Warszawie (kwatera 58-3-2/3/4).